# Tarik Chaoufi
Tarik Chaoufi, né le 26 février 1986 à Azrou, est un coureur cycliste marocain.

## Biographie
En 2013, Tarik Chaoufi devient le premier marocain à devenir cycliste professionnel en s'engageant avec la formation Euskaltel Euskadi. Toutefois, son contrat est écourté et il quitte l'équipe le 12 août pour des raisons familiales.

## Palmarès
- 2008
  - Prix du Printemps
- 2009
  - 3e étape du Tour d'Égypte
  - 8e étape du Tour des aéroports
- 2010
  - 4e étape du Tour du Mali
  - 8e étape du Tour du Rwanda
  - Challenges de la Marche verte - GP Al Massira
  - 3e du championnat du Maroc sur route
  - 3e des Challenges de la Marche verte - GP Sakia Hamra
- 2011
  - 6ea étape du Tour du Maroc
  - Les Challenges Phosphatiers - Challenge Youssoufia
  - Grand Prix Maria Orlando
  - 2e du Challenge du Prince - Trophée de l'anniversaire
  - 3e du Challenge du Prince - Trophée de la maison royale
- 2012
  - UCI Africa Tour
  -  Champion du Maroc sur route
  - 7e étape du Tour du Maroc
  - 4e étape de la Tropicale Amissa Bongo
  - Challenges de la Marche verte - GP Sakia Hamra
  - Les Challenges Phosphatiers - Challenge Khouribga
  - Challenge du Prince - Trophée princier
  - 2e des Challenges de la Marche verte - GP Oued Eddahab
  - 2e du Challenge du Prince - Trophée de la maison royale
  - 3e du Challenge du Prince - Trophée de l'anniversaire
- 2014
  - 5e étape du Tour de la Province du Sahara
  - Challenge du Prince - Trophée de la maison royale
  - 2e du Critérium international d'Alger
  - 2e du Challenge du Prince - Trophée de l'anniversaire
  - 3e du championnat du Maroc sur route
- 2015
  - 3e et 5e étapes du Tour de la Province du Sahara
  - 2e du Challenge du Prince - Trophée de la maison royale

## Classements mondiaux
| Année           | 2007 | 2008 | 2009 | 2010 | 2011 | 2012 | 2013 | 2014 | 2015 |
| --------------- | ---- | ---- | ---- | ---- | ---- | ---- | ---- | ---- | ---- |
| UCI Africa Tour | 120e | 137e | 106e | 13e  | 4e   | 1er  |      | 9e   | 51e  |
| UCI Asia Tour   |      |      |      | 251e |      |      |      |      |      |